# Chevrolet Chevette
Chevrolet Chevette — субкомпактный автомобиль, выпускавшийся подразделением Chevrolet компании General Motors с 1975 по 1987 год.

## История
Chevrolet Chevette впервые был представлен в сентябре 1975 года в Северной Америке. В модельном ряду Chevette заменил Vega.
Chevette выпускался на платформе T-body, которая была совместно разработана компаниями Opel и Isuzu в 1973 году. Первой моделью на платформе T стал Chevrolet Chevette, разработка которого началась 24 декабря 1973 года, а позже был представлен Opel Kadett C. По всему миру компания General Motors выпустила 7 миллионов автомобилей. В Канаде Chevrolet Chevette назывался Pontiac Acadian.
Первый Chevrolet Chevette сошёл с конвейера 18 августа 1975 года и официально был представлен 16 сентября 1975 года в Вашингтоне. Продажи начались 2 октября того же года.
В 1978 году автомобиль прошёл рестайлинг. С августа 1981 года автомобиль стал оснащаться дизельными двигателями Isuzu объёмом 1,8 литра, которые сочетались в паре с пятиступенчатой механической трансмиссией, до этого были только бензиновые двигатели с трёхступенчатой автоматической или же четырёхступенчатой механической трансмиссией.
В 1987 году производство автомобилей Chevrolet Chevette было остановлено.

## Продажи
|       | 3-дверный хетчбэк | 5-дверный хетчбэк | Всего     |
| ----- | ----------------- | ----------------- | --------- |
| 1976  | 187,817           | —                 | 187,817   |
| 1977  | 133,469           | —                 | 133,469   |
| 1978  | 131,204           | 180,598           | 311,802   |
| 1979  | 160,244           | 208,865           | 369,109   |
| 1980  | 187,684           | 261,477           | 449,161   |
| 1981  | 169,832           | 250,616           | 420,448   |
| 1982  | 87,586            | 145,222           | 232,808   |
| 1983  | 71,464            | 98,101            | 169,565   |
| 1984  | 115,973           | 127,927           | 243,900   |
| 1985  | 57,909            | 65,590            | 123,499   |
| 1986  | 48,880            | 54,364            | 103,244   |
| 1987  | 26,135            | 20,073            | 46,208    |
| Всего | 1,378,197         | 1,412,833         | 2,791,030 |

## Галерея

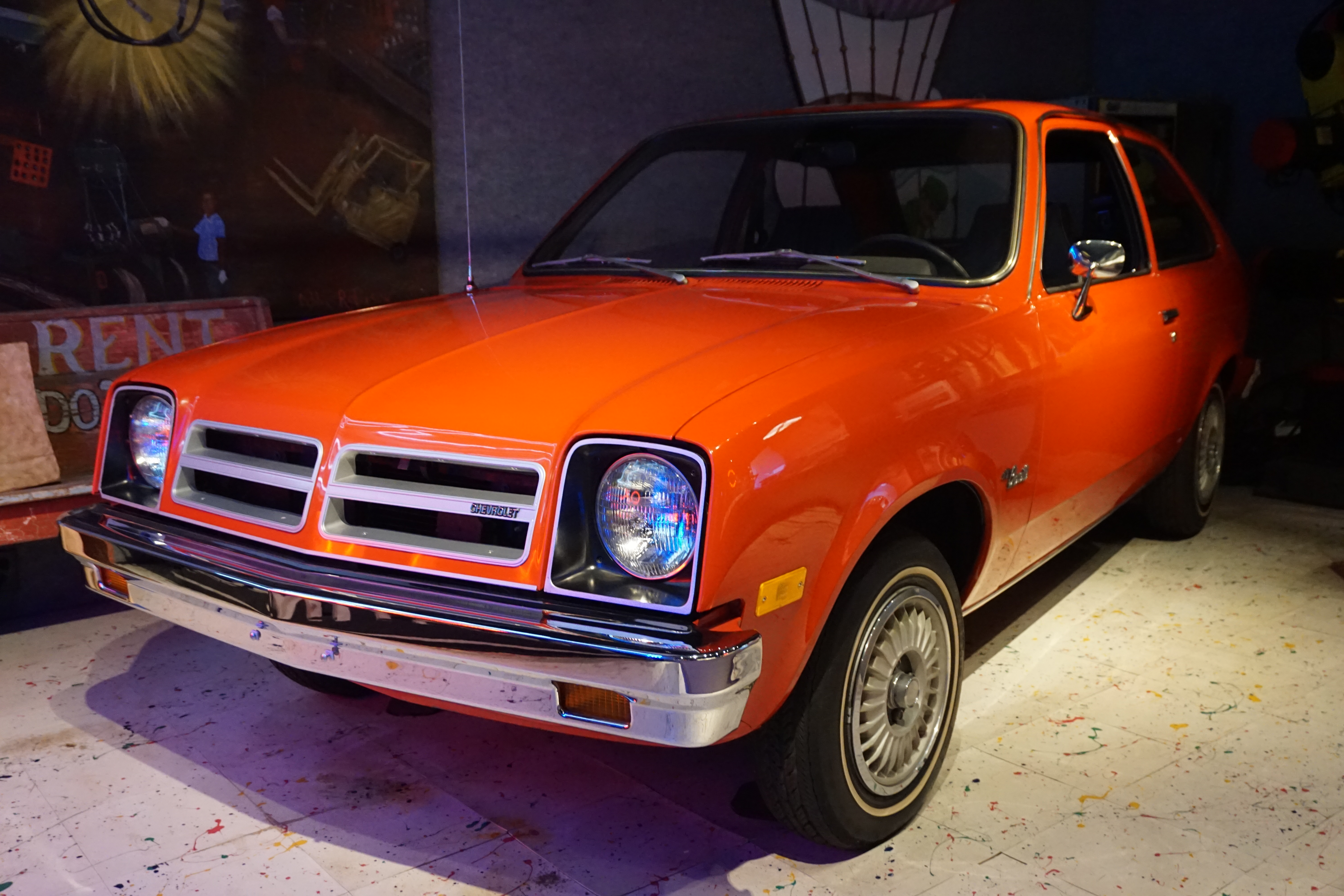
1976 Chevrolet Chevette в музее Слоана
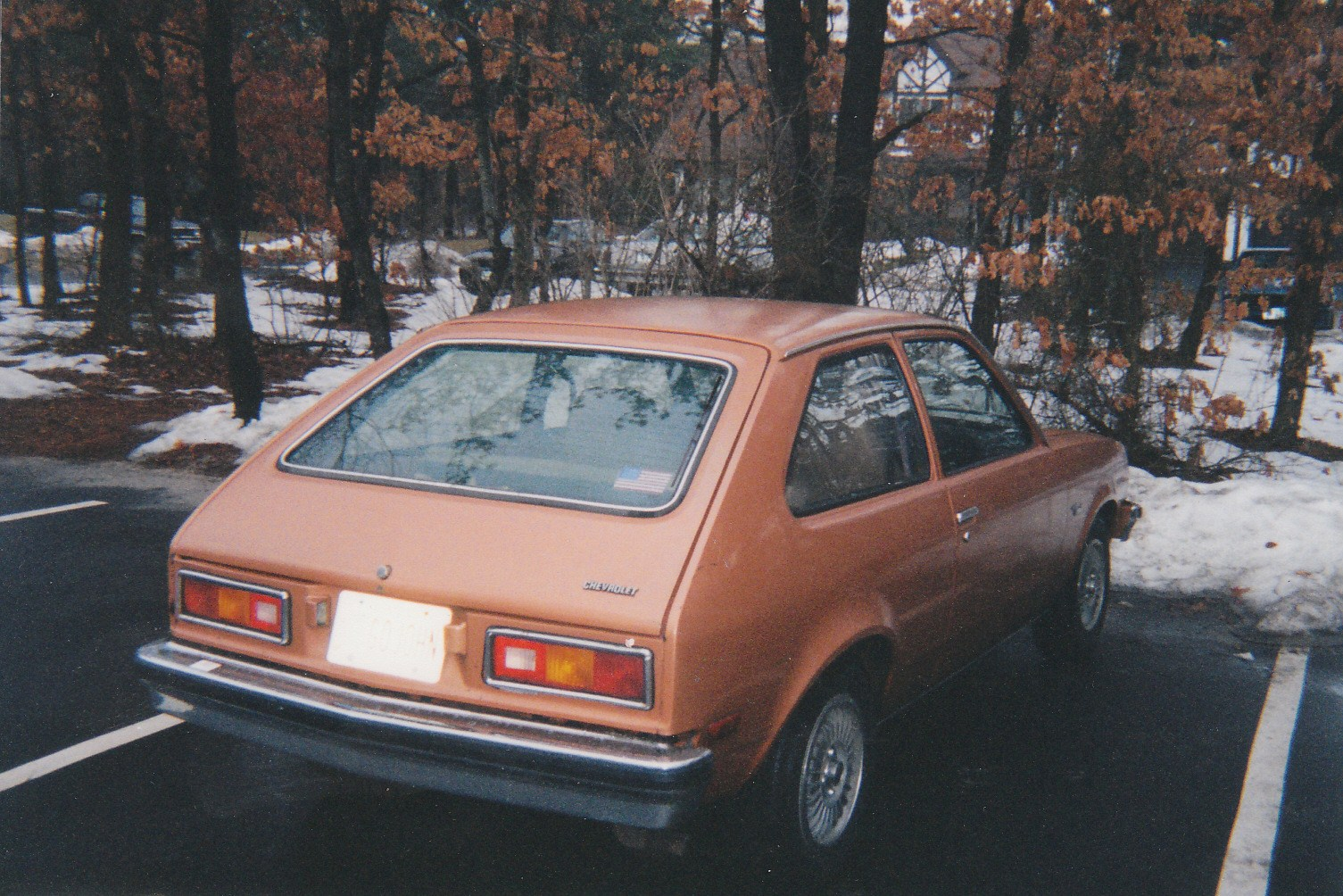
Вид сзади
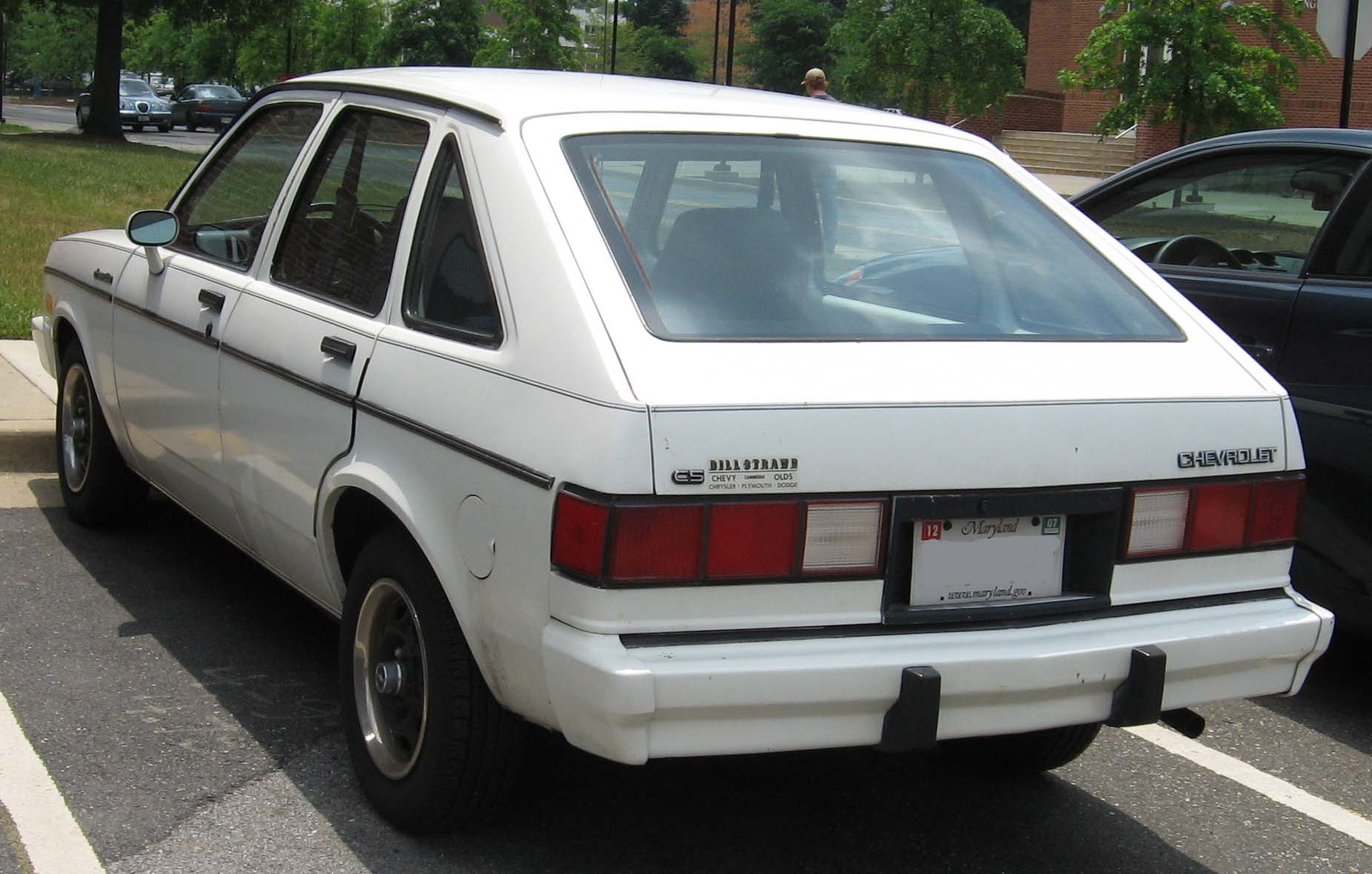
1983 Chevette CS
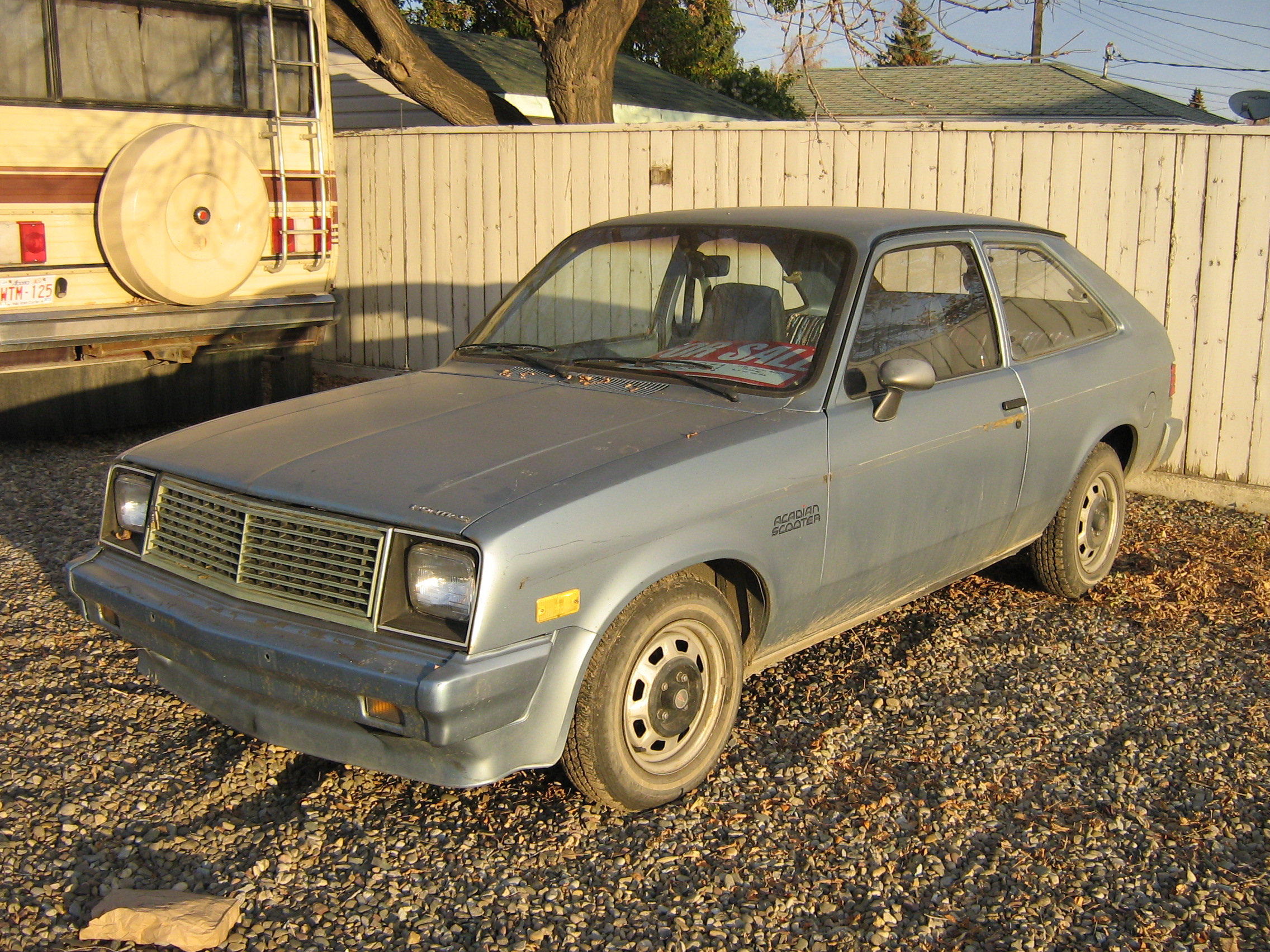
1986 Pontiac Acadian Scooter
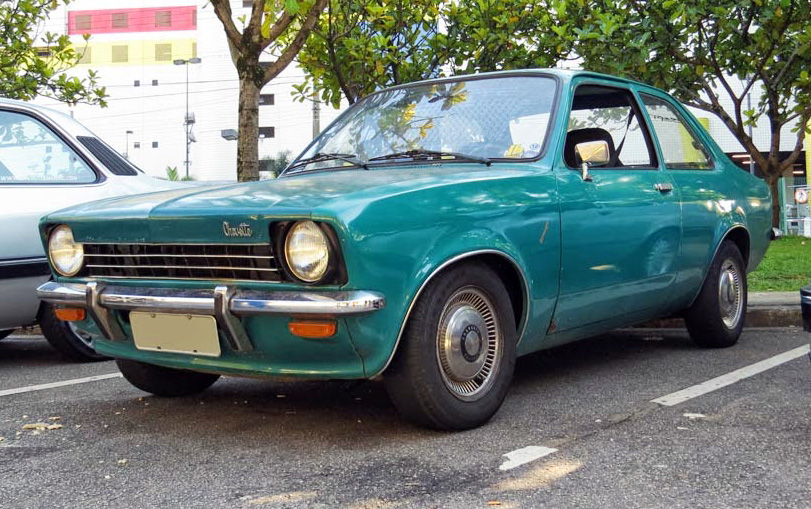
Chevrolet Chevette в Бразилии
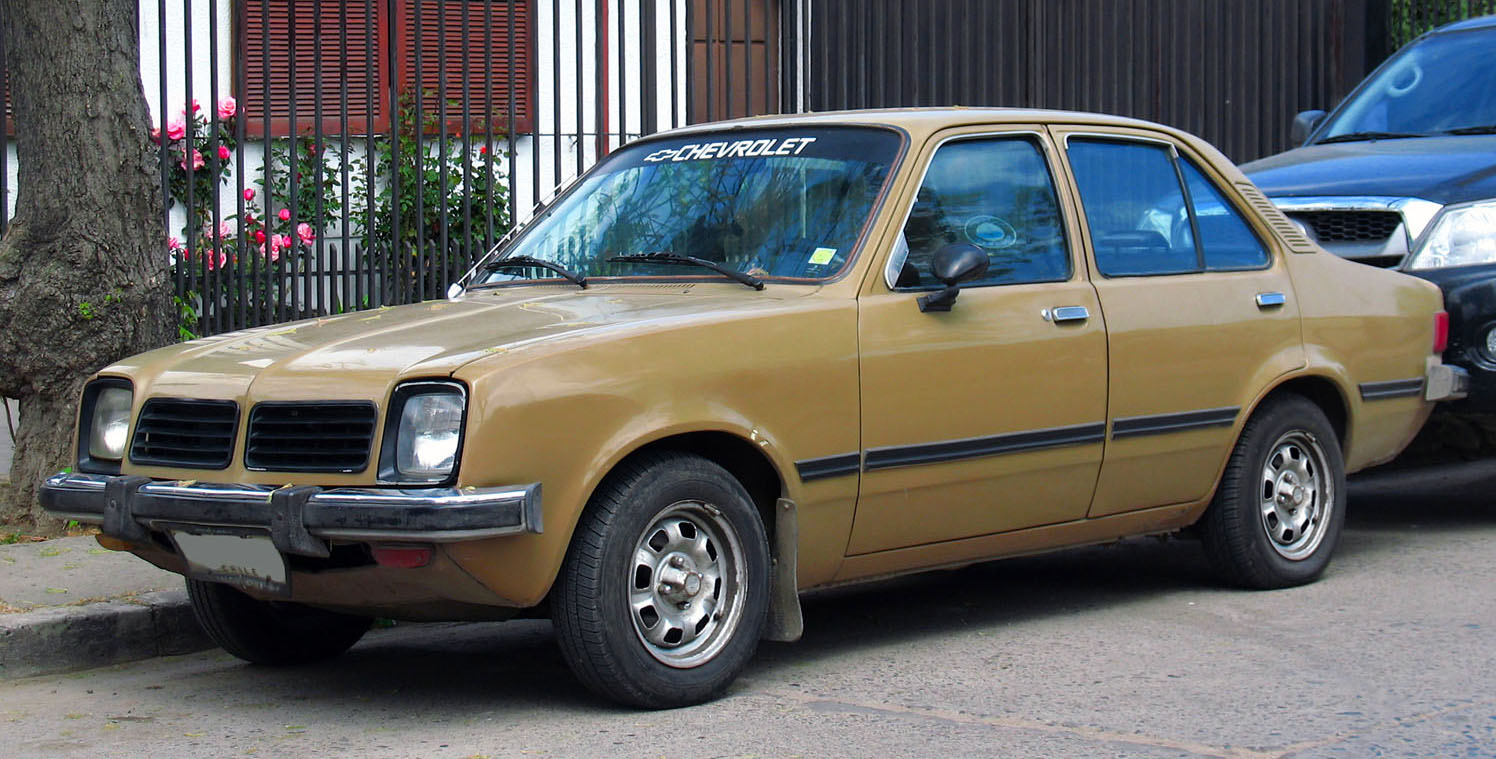
1981 Chevette SL (Бразилия)
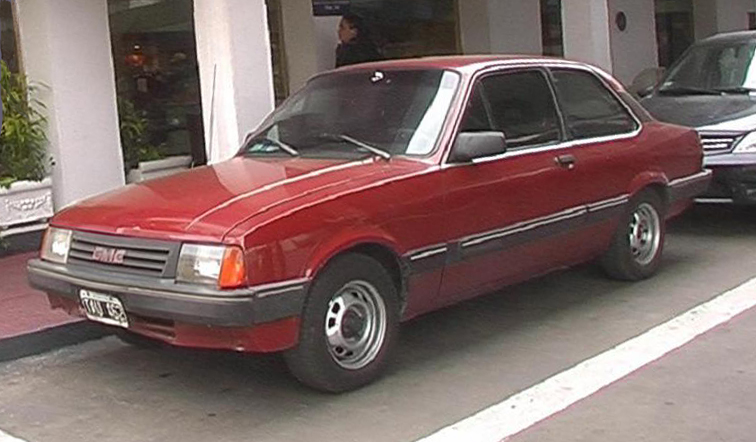
GMC Chevette (Аргентина)
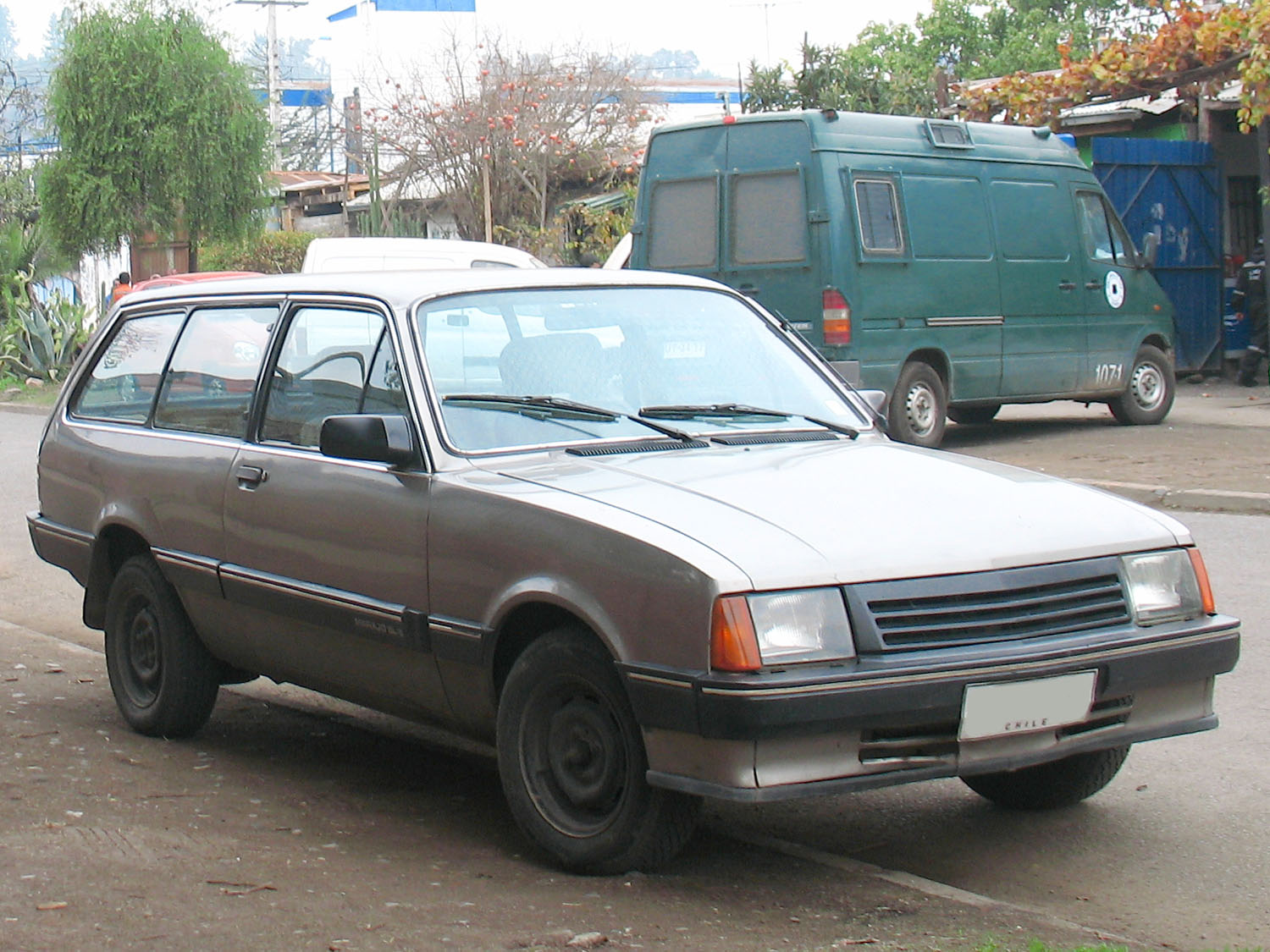
1989 Marajó 1.6 SL/E
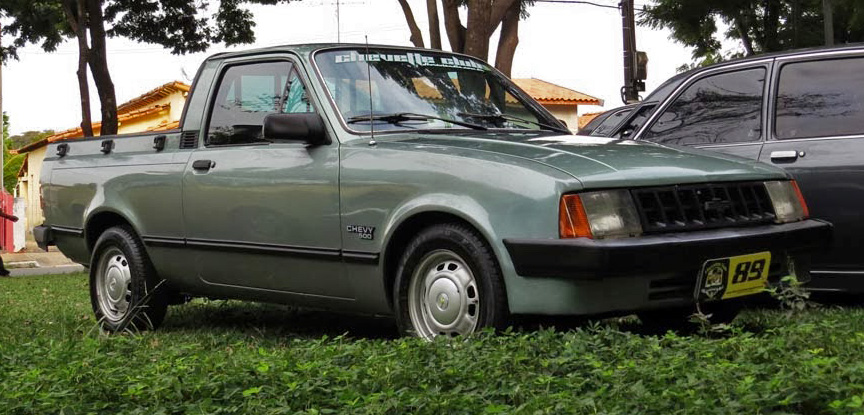
Рестайлинг Chevrolet Chevy 500
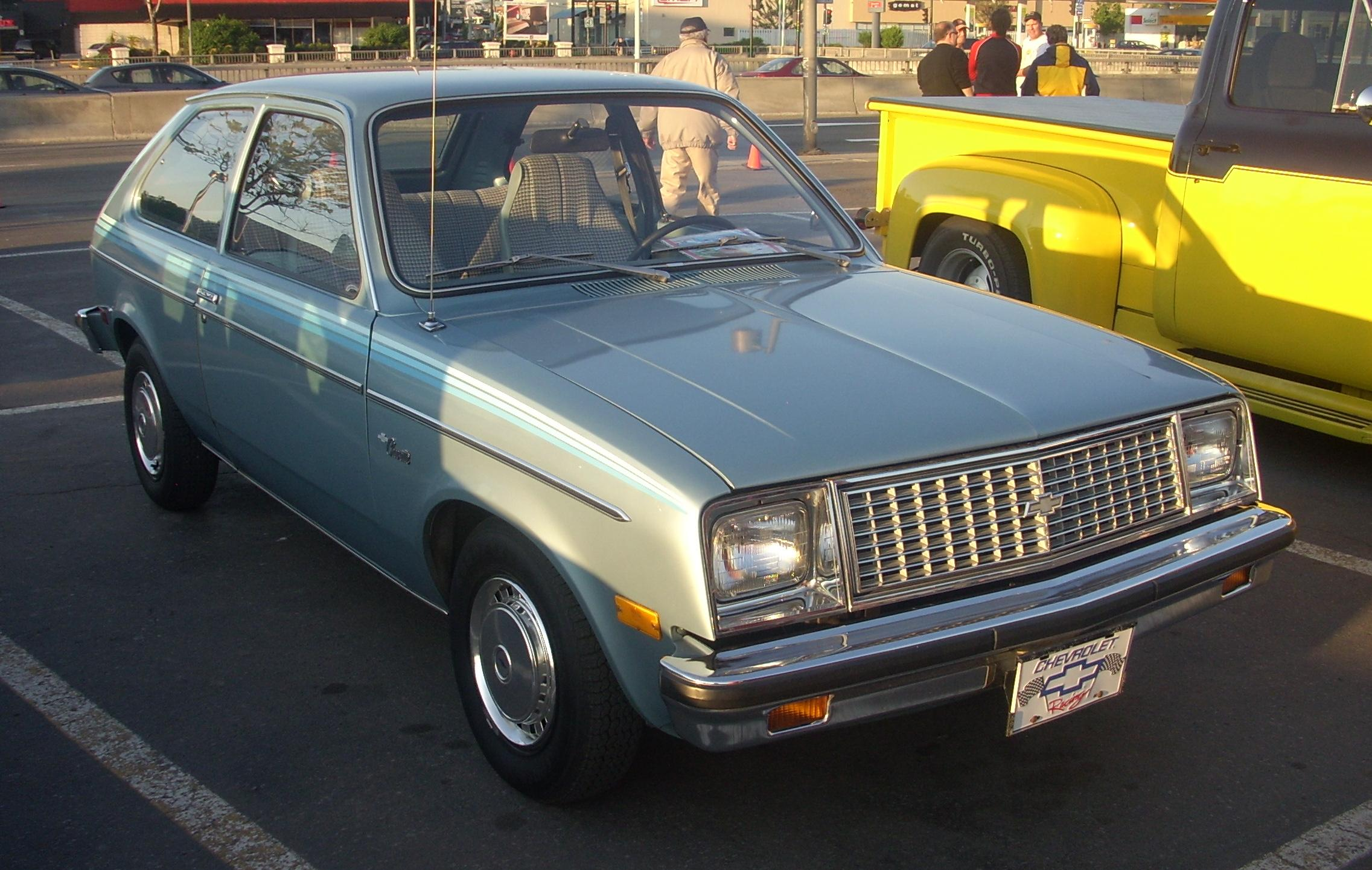
1979 Chevrolet Chevette
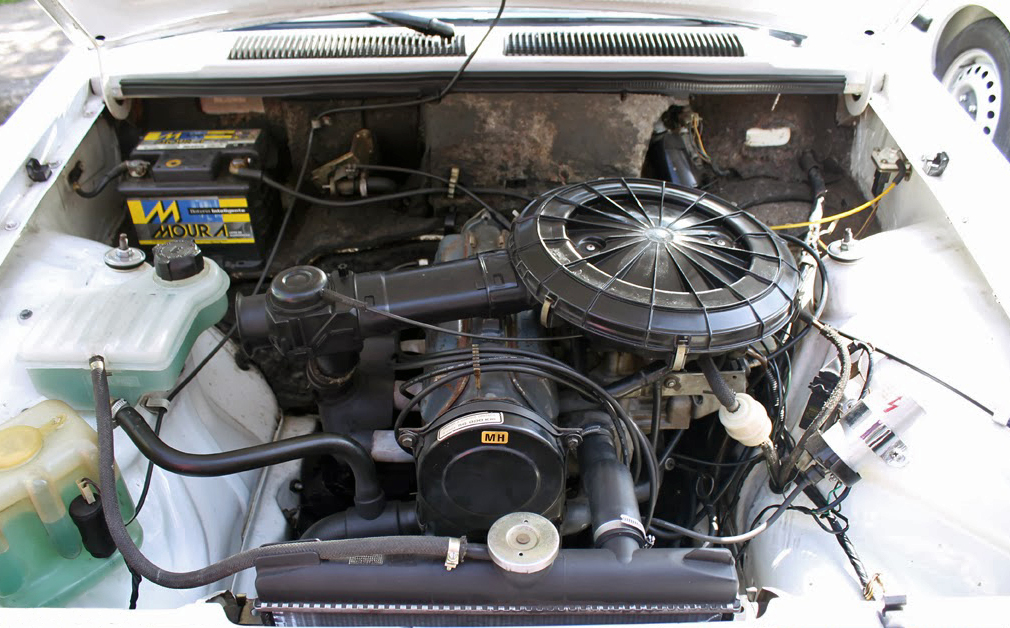
Моторный отсек
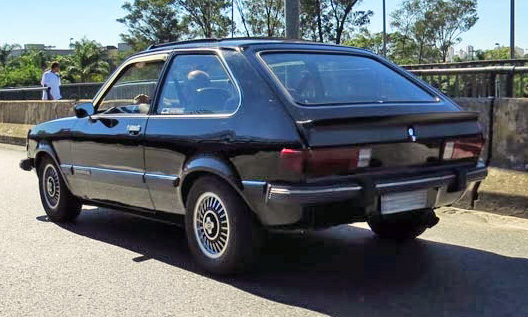
Вид сзади